# Lasse Sobiech
Lasse Sobiech (ur. 18 stycznia 1991 w Schwerte) – niemiecki piłkarz grający na pozycji obrońcy. Od 2021 roku jest zawodnikiem Stellenbosch F.C. Posiada również obywatelstwo polskie. Jego rodzice wyemigrowali z Polski do Niemiec w latach osiemdziesiątych XX wieku.
W 2003 roku dołączył do szkółki Borussii Dortmund, a wcześniej grał w lokalnym klubie VfL Schwerte. W 2011 roku został wypożyczony na cały sezon do drugoligowego klubu St. Pauli. Sezon 2012/13 spędził na wypożyczeniu w SpVgg Greuther Fürth. W 2013 roku przeszedł do Hamburger SV.